# كارل سينجر
كارل سينجر (بالإنجليزية: Carl Singer)‏ هو شخصية أعمال أمريكي، ولد في 6 سبتمبر 1916، وتوفي في 7 أغسطس 2008.